# Tesla Model 3
La Tesla Model 3 est une berline familiale électrique haut de gamme tricorps du segment D, conçue et produite par le constructeur automobile américain Tesla, Inc depuis 2017. Elle est à la fois produite à l'usine de Fremont en Californie et à la gigafactory de Shanghai en Chine. Il s'agit du quatrième modèle de voiture commercialisé par Tesla, après la Model X.
Outre la recharge à domicile et sur bornes ordinaires, la Model 3 dispose de bornes de recharges ultra-rapides appelées « Superchargeurs ». Ces bornes sont déployées par la firme sur différents continents : en Amérique du Nord, en Europe, en Asie et en Océanie. Elles permettent de récupérer 80 % de la charge en moins de 30 min ou 300 km en moins de 15 min sur la Model 3.

## Histoire

### 2007 - 2015: naissance du projet
Le premier document faisant référence à la Model 3 est le plan d'affaires Tesla de 2007, la voiture est alors nommée par son nom de code BlueStar. Depuis le début, le plan de la société est en effet très clair, démarrer avec une voiture très haut de gamme, puis passer sur une voiture haut de gamme avec une production plus importante, pour enfin arriver à une voiture plus accessible avec une production de masse, l'actuelle Model 3.
En 2013, le chef du design Franz von Holzhausen déclare que la future Model 3 sera « un véhicule de type Audi A4, BMW série 3, Mercedes Classe C qui offrira la finition, l'accessibilité financière et les performances de celles-ci ». La voiture devrait être équipée de la même technologie que la Model S malgré son gabarit 20 % inférieur à celle-ci et un design unique.
Le nom de Model ☰ a été annoncé par Elon Musk sur son compte Twitter le 16 juillet 2014. À l'origine, la Model 3 devait s'appeler « Model E », mais cette dénomination a été abandonnée, Ford possédant déjà les droits d'utilisation pour sa division électrique. Elon Musk voulait que les quatre modèles forment l'acronyme « SEXY », mais cela donnera finalement S☰XY. Début 2017, après l'opposition de la marque Adidas, la Model ☰ change encore de style pour devenir définitivement Model 3.
En octobre 2015, le CTO de Tesla, J. B. Straubel (en), annonce que la plupart des ingénieurs de Tesla travaillent sur la Model 3 alors que la Model S et la Model X sont maintenant sorties depuis peu. De plus, étant donné que les voitures électriques ont des besoins de refroidissement beaucoup plus faibles que les voitures thermiques, il confie que la Model 3 n'aura pas de grille avant[réf. nécessaire].

### 2016 - 2017: annonce et lancement de la production
La Model 3 est annoncée officiellement le 31 mars 2016 lors d'un événement retransmis en direct. Les principales caractéristiques sont alors dévoilées, entre autres, l'autonomie minimale de 350 km et un 0 à 100 km/h en moins de 6 s. Elon Musk annonce à la fin de la présentation que 180 000 précommandes ont déjà été passées alors que les pré-réservations ne sont ouvertes que depuis 24 heures.
Seulement une semaine après l'officialisation, on comptabilise plus de 325 000 précommandes. Fin 2016, on estime que le seuil des 500 000 précommandes est atteint.
C'est le 27 juillet 2016 que Tesla annonce que le design final de la Model 3 a été arrêté, plus aucun changement important ne sera donc appliqué à partir de cette date. Les trente premières livraisons ont eu lieu le 28 juillet 2017 aux États-Unis.
En octobre 2016, on apprend que la Model 3 bénéficiera, au même titre que les Model S et X, de l'équipement permettant la conduite totalement autonome.
Le 28 juillet 2017, lors de la présentation des trente premières voitures livrées à ses employés, Elon Musk déclare que Tesla compte plus de 500 000 réservations pour la Model 3. Les livraisons au grand public sont programmées pour débuter à l'automne 2017.
Début août 2017, on dénombre plus de 60 000 annulations de commande, les raisons seraient simplement comptables du côté de Tesla, cependant la Model 3 continue de séduire, près de 1 800 précommandes sont enregistrées chaque jour d'après Elon Musk.

### 2018 - 2019: extension de la gamme et début à l'international
La Model 3 fait sa première apparition publique en Europe au Salon international de l'automobile de Genève 2018 sur le stand de la société Caresoft. Le grand public peut ensuite découvrir la voiture sur le stand Tesla du Mondial Paris Motor Show 2018.
En juillet 2018, soit un an après le lancement initial de la production, Tesla atteint un rythme de production suffisamment élevé pour lancer de nouvelles déclinaisons de la Model 3. Arrivent donc les versions Long Range Dual Motor (LR AWD) et Performance, toutes deux équipées d'un moteur supplémentaire à l'avant en plus du moteur arrière d'origine.
En octobre 2018, afin de rendre la Model 3 plus accessible, Tesla lance une version Mid Range. Cette version dispose du traditionnel moteur arrière et de la batterie Long Range de laquelle des cellules ont été enlevées. Son autonomie est de 425 km selon les normes américaines.
Finalement, après une montée en production tardive, la Model 3 devient disponible en France à la commande le 4 janvier 2019 pour des livraisons au premier semestre 2019,. Le 22 janvier 2019, l'autorité néerlandaise de la sécurité routière autorise la Model 3 à circuler en Europe. La toute première livraison de la Model 3 en Europe a lieu le 8 février 2019 à l'usine de Tillburg aux Pays-Bas.
La version d'entrée de gamme de la Model 3, dite « Standard », est intégrée le 28 février 2019 au configurateur en ligne, avec une autonomie de 354 km en cycle EPA et un prix de 35 000 dollars. Une version dite « Standard Plus » porte l’autonomie à 386 km et apporte un intérieur un peu plus premium. Elon Musk annonce sa disponibilité en Europe vers septembre 2019 et un peu plus tard en Asie.
La version Standard n'entrera finalement jamais en production et sera remplacée par la version Standard Plus dont certaines options sont désactivées dans le logiciel. En juin 2019, les versions Standard, Mid Range et Long Range Propulsion (LR RWD) disparaissent du catalogue pour laisser place à la gamme Standard Range Plus, Long Range Dual Motor et Performance.

### 2020 - 2021: production en Chine et restylage
Le 30 décembre 2019, Tesla livre les premières Model 3 sorties des lignes de production de la Gigafactory 3, à Shanghai, dans une usine construite en moins d'un an. La seule version produite est alors la Standard Range Plus mais en mai 2020 Tesla réintroduit en Chine la version Long Range Propulsion.
En octobre 2020, Tesla introduit la version 2021 de la Model 3, avec un certain nombre de modifications :
- nouvelles batteries sur la version américaine avec une capacité augmentée de 5 % (transition progressive de novembre 2020 à avril 2021) ;
- nouvelle batterie sur la version chinoise qui utilise la chimie LFP pour la finition Standard Range Plus ;
- pompe à chaleur pour le chauffage (augmentant l'autonomie d'environ 5 %) ;
- contour des fenêtres et poignées de portes noires mates (au lieu de chromées) ;
- nouvelles roues de 18, 19 et 20 pouces ;
- coffre arrière motorisé ;
- double vitrage des fenêtres avant ;
- nouvelle console centrale ; (intégration de 2 chargeurs à induction pour téléphone)
- port USB et clé USB dans la boîte à gants pour permettre le stockage sécurisé des vidéos de surveillance.

Au même moment, la gamme est uniformisée dans les deux usines puisque la version Long Range Propulsion est remplacée par la Long Range Dual Motor en Chine.
Deux autres modifications ont également fait leur apparition sur la version chinoise en janvier 2021 et dans la version américaine en avril 2021 :
- nouveaux panneaux de portes avants avec prolongement de la finition bois ou blanche ;
- volant chauffant.

Tesla Model 3
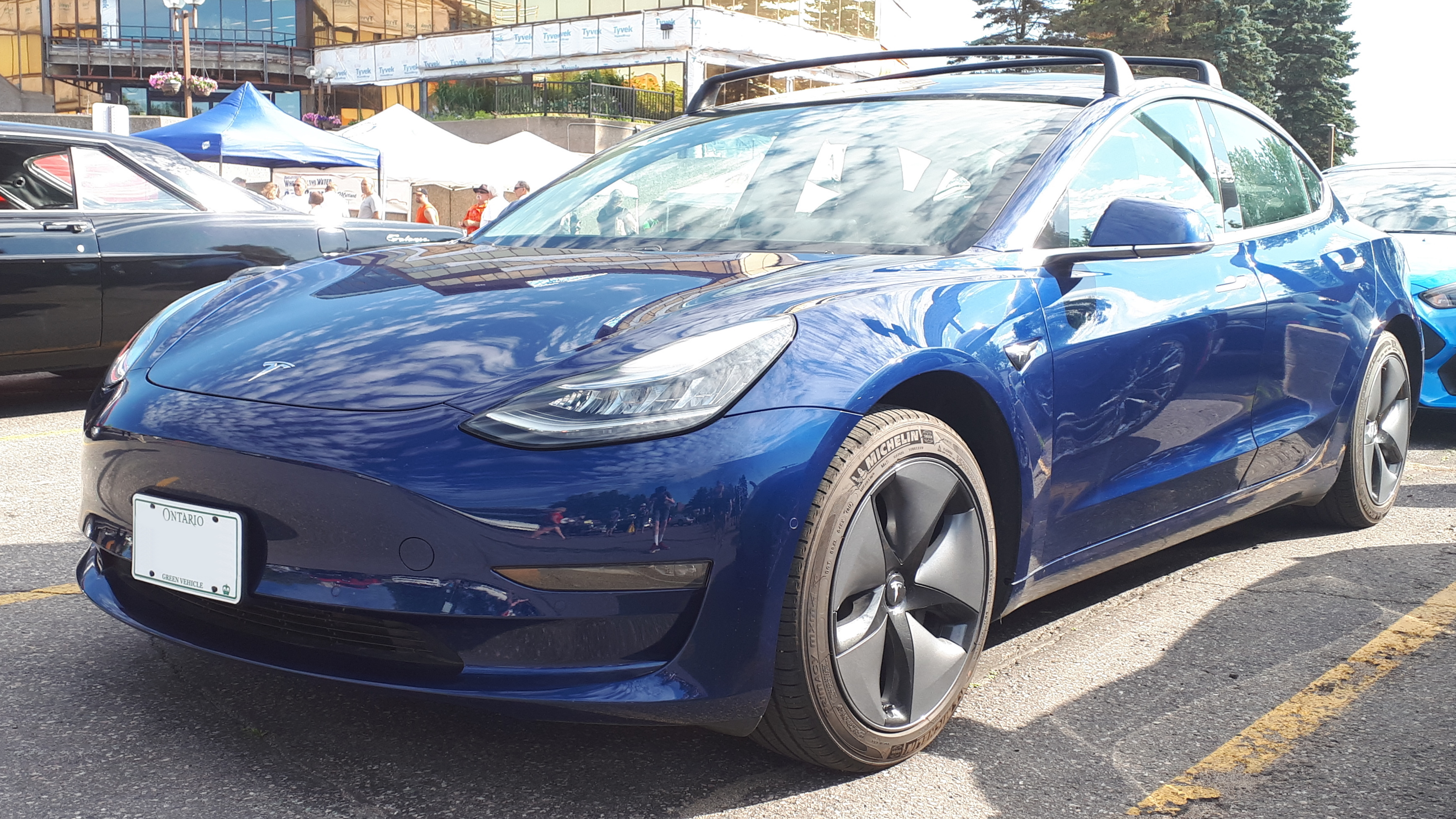
Vue de l'avant.
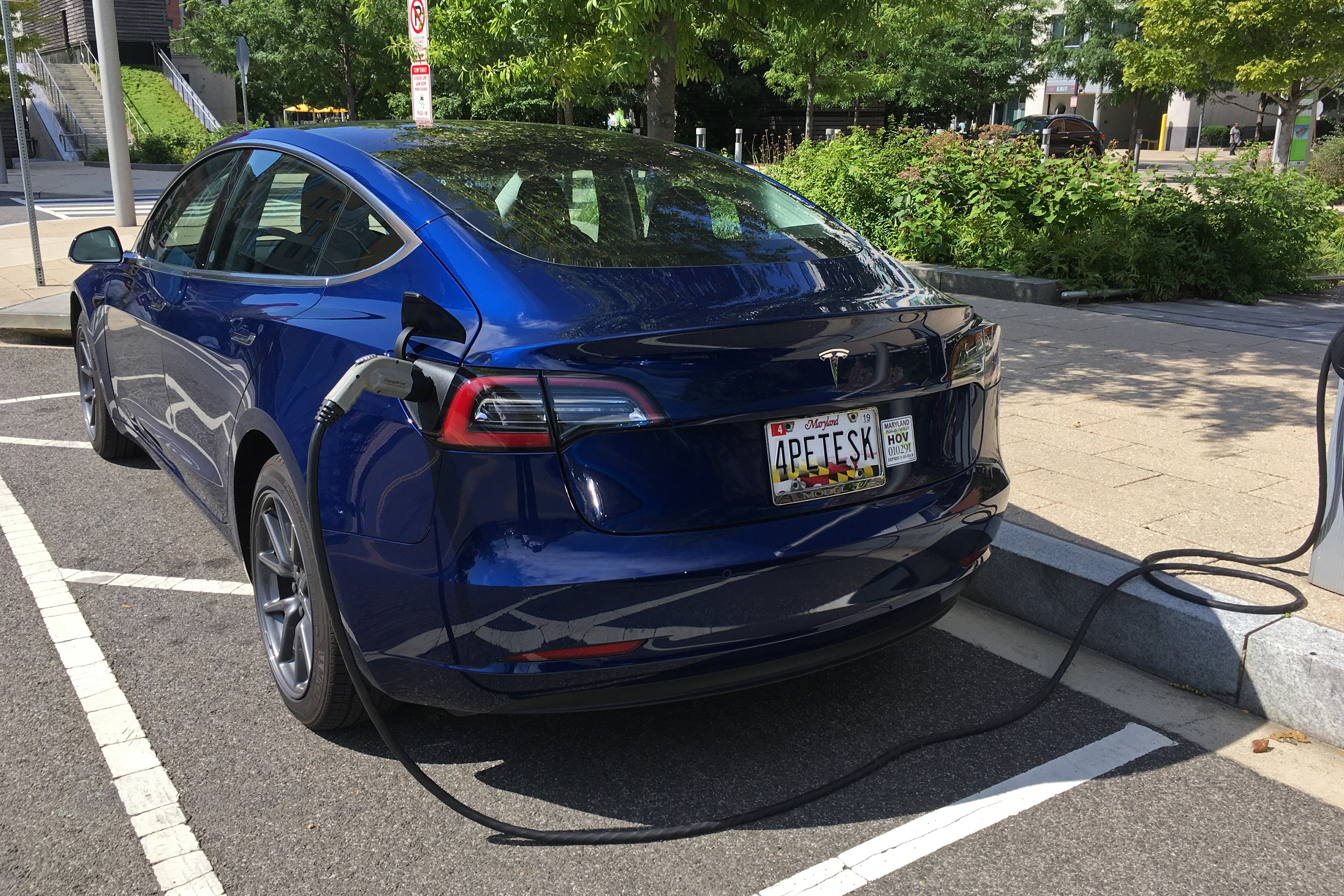
Vue de l'arrière.
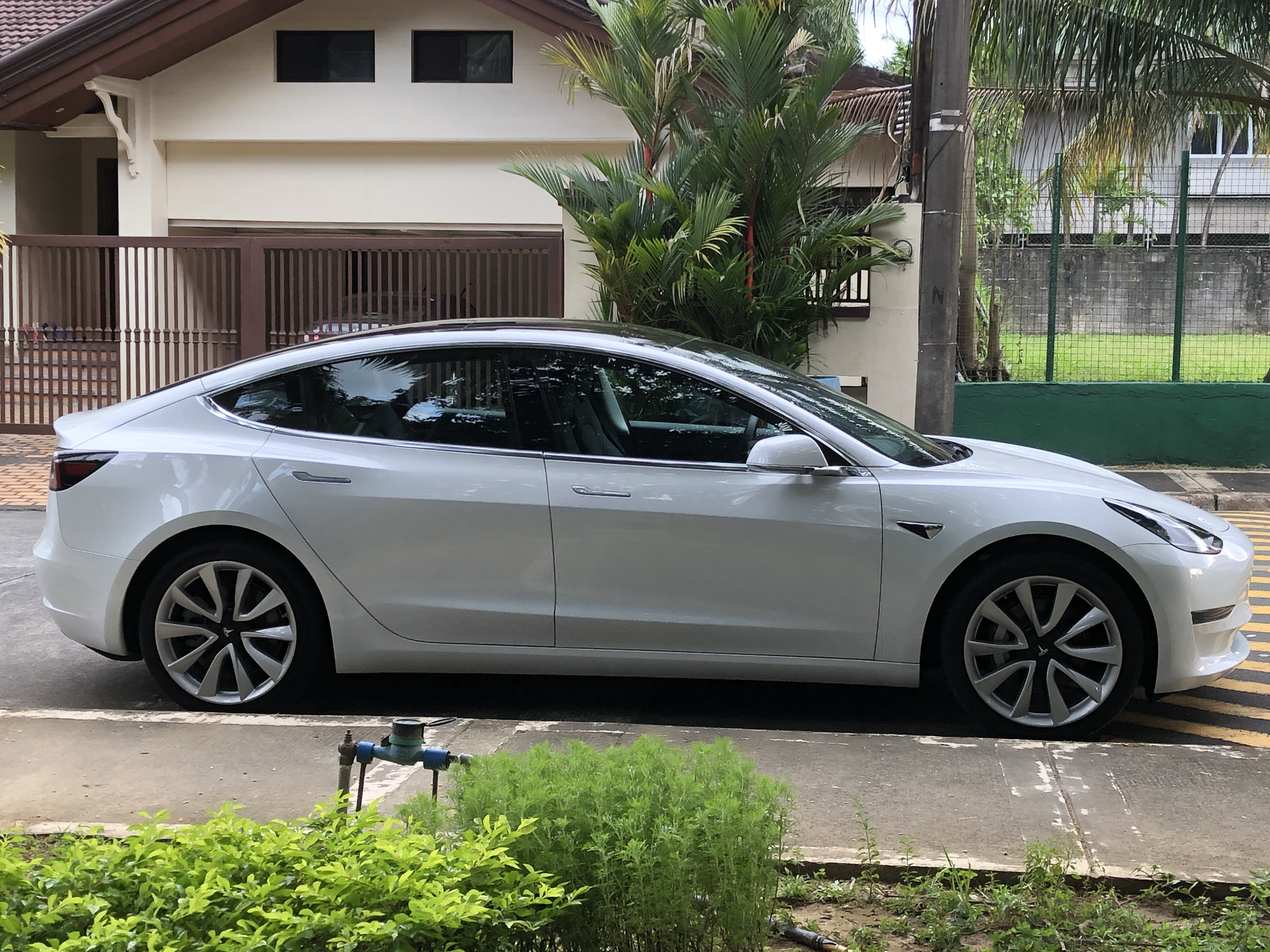
Vue de profil.
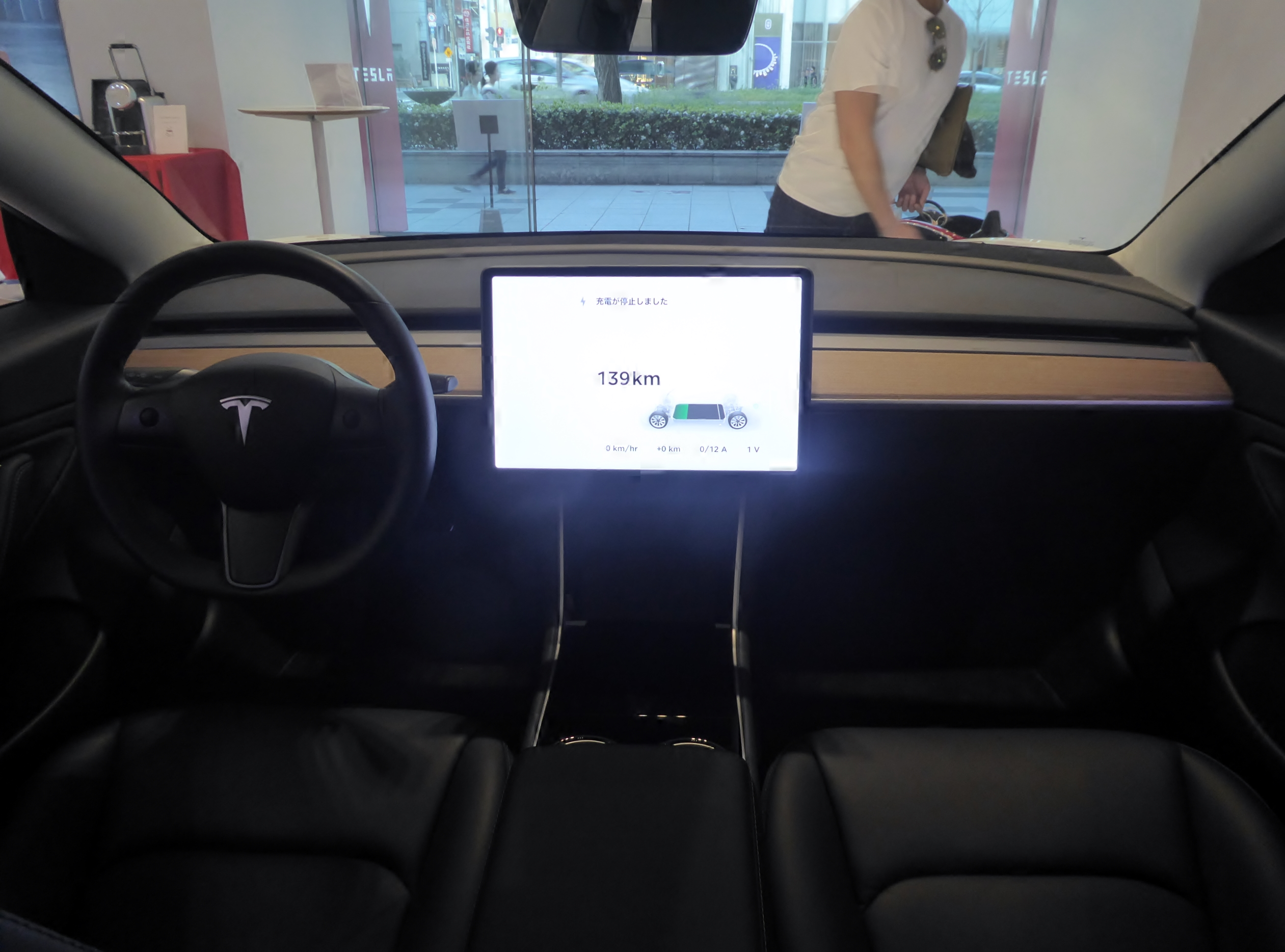
Intérieur.
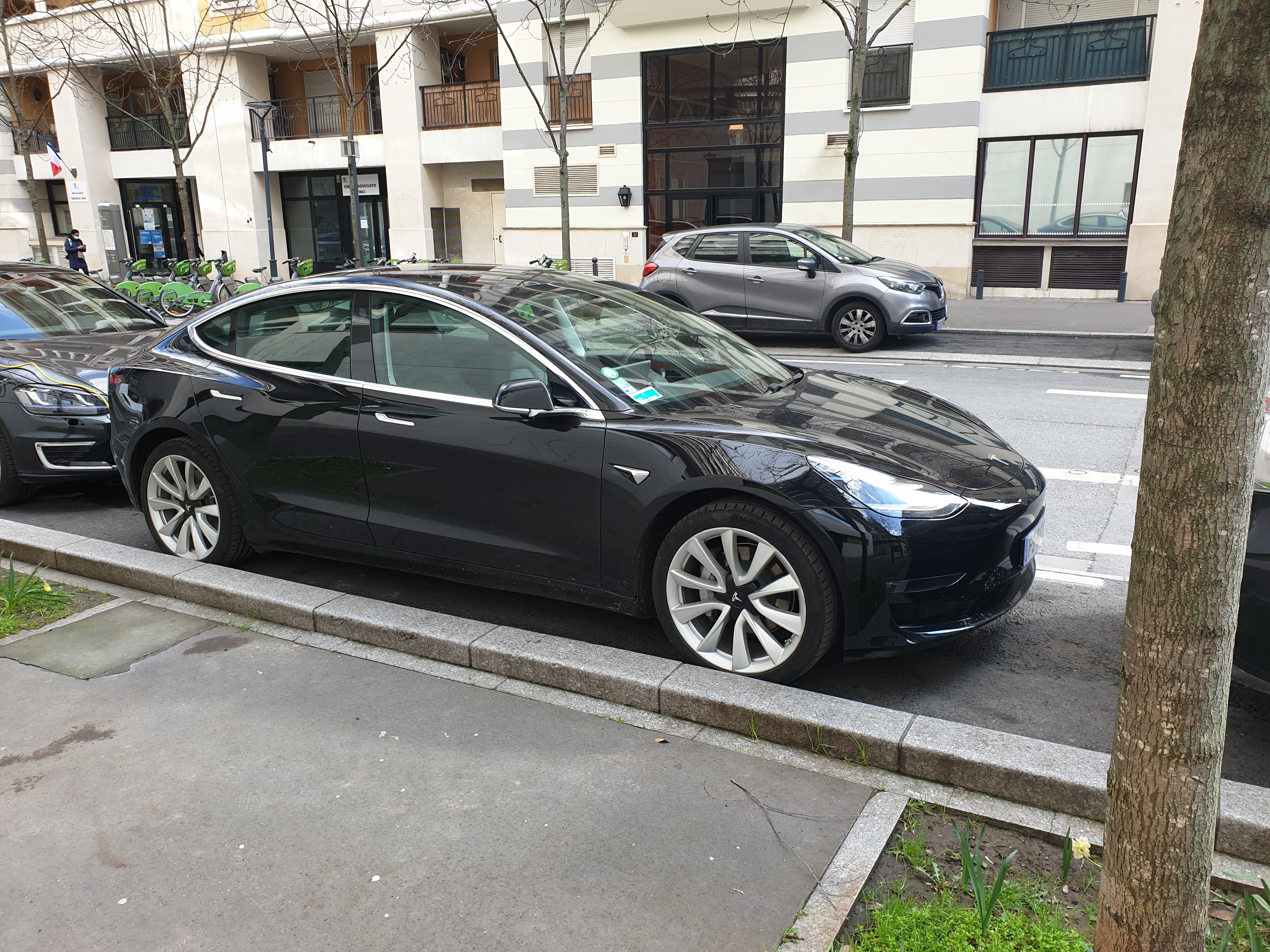
Model 3 avant restylage avant 2020.
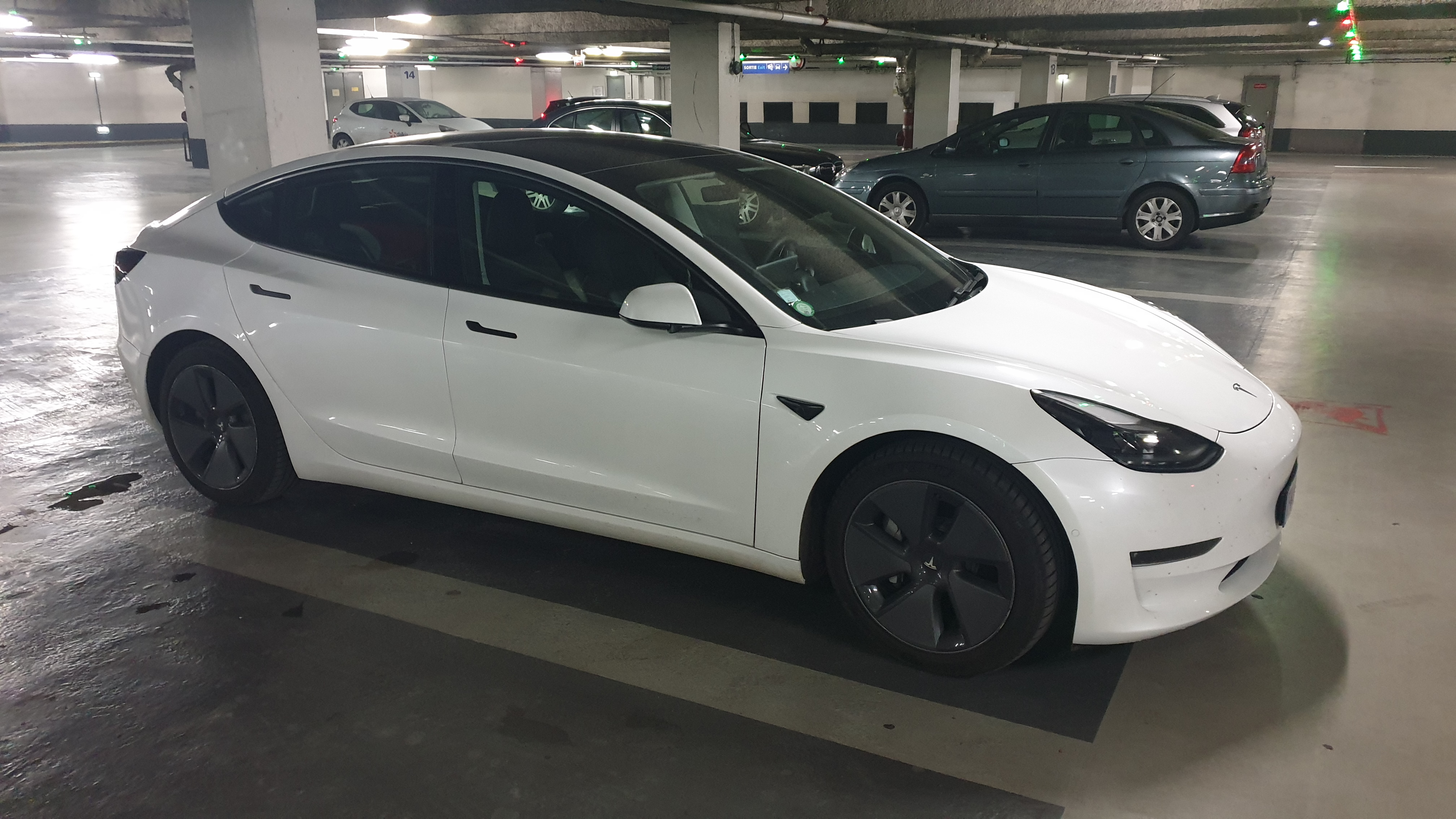
Model 3 après restylage.

À partir de juillet 2021, Tesla annonce que l'usine de Shanghai est désormais le principal hub d'exportation vers l'Europe pour la Model 3.
En mars 2022, après l'importante baisse des prix début 2021, les tarifs augmentent de plusieurs milliers d'euros en France. La Model 3 n'est donc plus éligible au bonus écologique maximal de 6 000 €. Deux mois plus tard, les tarifs augmentent à nouveau (+ 1 000 € pour la Grande Autonomie, + 2 000 € pour la Performance). Cela est une conséquence de l'inflation (pénurie de composants électroniques, guerre en Ukraine...), de même que l'allongement des délais de livraison. Début 2023 Tesla procède à une importante baisse des prix (6 500 à 9 500 € selon les versions) qui permet le retour du bonus écologique.

### 2023: Phase 3
Le 1er septembre 2023, le constructeur dévoile la version restylée de la Model 3, dénommée — uniquement lors de sa phase de conception industrielle — Highland. Elle est exposée au salon de l'automobile de Munich 2023.
Un certain nombre de points évoluent, notamment le design de la face avant et arrière, des optiques avant et arrière, le style intérieur et le volant qui ne comporte désormais plus de commodos. Les autonomies sont en légère augmentation avec les versions Standard et Grande autonomie. Le travail des ingénieurs s'est également porté sur l'optimisation de l'isolation acoustique et sur l'amélioration de l'efficacité des suspensions, jugées trop raides sur la version précédente.

## Spécifications et autonomie
Toutes les versions de la Model 3 possèdent le matériel nécessaire à la conduite autonome (avec la dénomination « Tesla Autopilot »). Des mises à jour du logiciel permettent l'activation des fonctionnalités de conduite autonome lorsque celles-ci sont prêtes techniquement et autorisées par les pays.
Toutes les versions de la Model 3 ont un accès payant au réseau de bornes de recharge ultra rapide de Tesla appelé Superchargeurs.
Les Model 3 livrées en Europe sont pourvues d'une prise CCS Combo pour se connecter, entre autres, sur le réseau Ionity. Tesla a d'ailleurs déjà entamé la transition de tous ses Superchargers européens vers le connecteur CCS Combo.
À plusieurs reprises, Tesla a réalisé des mises à jour logicielles qui ont amélioré la puissance des moteurs. Les puissances actuelles sont celles communiquées dans le manuel du conducteur en avril 2020.
Pour l'autonomie, trois estimations différentes sont données. En effet, elles résultent de différents tests ou calculs :
- autonomie WLTP : essai de consommation mis en place en Europe depuis septembre 2018. Il revient à faire rouler la voiture à environ 80 km/h dans des conditions normales ;
- autonomie EPA : essai de consommation mis en place aux États-Unis par l'agence pour l'environnement. Il revient à faire rouler la voiture à environ 90 km/h dans les conditions de circulation les plus fréquentes aux États-Unis ;
- autonomie Autoroute : estimation de l'autonomie en roulant sur voies rapides dans des conditions réalistes avec une famille à bord du véhicule.

### Modèle produit à Fremont (États-Unis)
|                               | Modèles en production   | Modèles en production           | Modèles en production           |                           | Modèles abandonnés       | Modèles abandonnés         | Modèles abandonnés       | Modèles abandonnés              | Modèles abandonnés              | Modèles abandonnés              | Modèles abandonnés |
| PropulsionStandard Range Plus | Tr. intégraleLong Range | PerformanceLong Range           | PropulsionStandard Range Plus   | PropulsionStandard Range  | PropulsionMid Range      | PropulsionLong Range       | Tr. intégraleLong Range  | PerformanceLong Range           | Tr. intégraleLong Range         |                                 |                    |
| Autonomie WLTP                | 513 km                  | 658 km                          | 635 km                          | 409 km                    | NC                       | NC                         | 600 km                   | 560 km                          | 530 km                          | 580 km                          |                    |
| Autonomie EPA                 | 423 km                  | 568 km                          | 507 km                          | 402 km                    | 354 km                   | 425 km                     | 523 km                   | 518 km                          | 481 km                          | 550 km                          |                    |
| Autonomie Autoroute           | 300 km                  | 420 km                          | 380 km                          | 300 km                    | 260 km                   | 340 km                     | 420 km                   | 400 km                          | 370 km                          | 400 km                          |                    |
| Poids                         | 1 625 kg                | 1 844 kg                        | 1 844 kg                        | 1 612 kg                  | 1 645 kg                 | 1 672 kg                   | 1 726 kg                 | 1 847 kg                        | 1 860 kg                        | 1 844 kg                        |                    |
| Moteur                        | 202 kW (271 ch)         | 203 kW (272 ch) 121 kW (162 ch) | 219 kW (293 ch) 158 kW (212 ch) | 239 kW (321 ch)           | 202 kW (271 ch)          | 202 kW (271 ch)            | 202 kW (271 ch)          | 203 kW (272 ch) 121 kW (162 ch) | 219 kW (294 ch) 158 kW (212 ch) | 203 kW (272 ch) 121 kW (162 ch) |                    |
| Puissance maximale            | 202 kW (271 ch)         | 324 kW (434 ch)                 | 377 kW (506 ch)                 | 239 kW (321 ch)           | 202 kW (271 ch)          | 202 kW (271 ch)            | 202 kW (271 ch)          | 324 kW (434 ch)                 | 377 kW (506 ch)                 | 324 kW (434 ch)                 |                    |
| Couple maximum                | 420 N m                 | 527 N m                         | 660 N m                         | 420 N m                   | 420 N m                  | 410 N m                    | 410 N m                  | 493 N m                         | 660 N m                         | 493 N m                         |                    |
| 0–100 km/h                    | 5,6 s                   | 4,4 s                           | 3,1 s                           | 5,6 s                     | 5,9 s                    | 5,4 s                      | 5,3 s                    | 4,6 s                           | 3,4 s                           | 4,4 s                           |                    |
| Vitesse max (km/h)            | 225                     | 233                             | 261                             | 225                       | 210                      | 225                        | 225                      | 235                             | 260                             | 233                             |                    |
| Disponibilité                 |                         |                                 |                                 |                           |                          |                            |                          |                                 |                                 |                                 |                    |
| États-Unis                    | octobre 2020            | octobre 2020                    | octobre 2020                    |                           | mars 2019 - octobre 2020 | limitée début d'année 2019 | novembre 2018- mars 2019 | juillet 2017- mai 2019          | juillet 2018 - octobre 2020     | juillet 2018 - octobre 2020     | Non disponible     |
| Canada                        | octobre 2020            | octobre 2020                    | octobre 2020                    | mai 2018- mai 2019        | mars 2019 - octobre 2020 | limitée début d'année 2019 | novembre 2018- mars 2019 |                                 | juillet 2018 - octobre 2020     | juillet 2018 - octobre 2020     | Non disponible     |
| Europe                        | octobre 2020            | avril 2021                      | octobre 2020                    | juin 2019 - octobre 2020  | Non disponible           | Non disponible             | Non disponible           | février 2019 - octobre 2020     | février 2019 - octobre 2020     | octobre 2020 - avril 2021       |                    |
| Chine                         | Non disponible          | Non disponible                  | Non disponible                  | juin 2019 - décembre 2019 | Non disponible           | Non disponible             | Non disponible           | février 2019 - mars 2020        | février 2019 - mars 2020        | Non disponible                  |                    |

### Modèle produit à Shanghai
|                                   | Modèles en production   | Modèles en production           | Modèles en production           |                      | Modèles abandonnés            | Modèles abandonnés | Modèles abandonnés |
| PropulsionStandard Range Plus     | Tr. intégraleLong Range | PerformanceLong Range           | PropulsionStandard Range        | PropulsionLong Range | PropulsionStandard Range Plus |                    |                    |
|                                   |                         |                                 |                                 |                      |                               |                    |                    |
| Autonomie WLTP (jantes sport 19") | 513 km                  | 629 km                          | 528 km                          | 490 km               | 602 km                        | 585 km             |                    |
| Autonomie EPA                     | 438 km                  | 548 km                          | 488 km                          | 477 km               | 559 km                        | 552 km             |                    |
| Autonomie Autoroute               | 308 km                  | 378 km                          | 318 km                          | 400 km               | 482 km                        | 475 km             |                    |
| Poids                             | 1761 kg                 | 1828 kg                         | 1851 kg                         | 1600 kg              | 1745 kg                       | 1 745 kg           |                    |
| Moteur                            | 202 kW (286 ch)         | 203 kW (276 ch) 121 kW (165 ch) | 219 kW (298 ch) 158 kW (215 ch) | 239 kW (325 ch)      | 239 kW (325 ch)               | 239 kW (325 ch)    |                    |
| Puissance maximale                | 202 kW (286 ch)         | 324 kW (440 ch)                 | 377 kW (460 ch)                 | 202 kW (275 ch)      | 202 kW (275 ch)               | 202 kW (275 ch)    |                    |
| Couple maximum                    | 420 N m                 | 493 N m                         | 660 N m                         | 420 N m              | 410 N m                       | 420 N m            |                    |
| 0–100 km/h                        | 6,1 s                   | 4,4 s                           | 3,1 s                           | 5,6 s                | 5,3 s                         | 5,6 s              |                    |
| Vitesse max (km/h)                | 201                     | 201                             | 262                             | 225                  | 225                           | 225                |                    |
| Disponibilité                     |                         |                                 |                                 |                      |                               |                    |                    |
| Chine                             | 2-5 semaines            | 2-5 semaines                    | 2-5 semaines                    |                      | occasion                      | occasion           | occasion           |
| Europe                            | 2-5 semaines            | 2-5 semaines                    | 2-5 semaines                    | occasion             | occasion                      | occasion           |                    |
| Pays conduite à droite            | 2-5 semaines            | 2-5 semaines                    | 2-5 semaines                    | occasion             | occasion                      | occasion           |                    |

### Composants
Les composants comme les ordinateurs et écrans centraux sont importés d'Allemagne. Ils font preuve d'une excellente qualité et sont ultra-réactifs. Par ailleurs, l'écran tactile central est traité anti-rayures.

## Batterie
Pour la Model 3, Tesla produit les packs de batteries dans deux usines. Historiquement, la Giga Nevada produisait les packs batteries pour l'usine de Fremont et la Giga Shanghai produisait ses propres packs batteries. Cependant, à la fin de l'année 2020 certaines Model 3 ont été produites à Fremont avec des batteries provenant de la Giga Shanghai.
Les capacités en kWh sont données à titre indicatif pour des batteries neuves, elles ont été constatées par les possesseurs des modèles en question. Ces capacités varient selon la température du pack, l'équilibrage des cellules et principalement l'usure de celles-ci.
En ce qui concerne la masse des différents éléments du pack :
- l'armature correspond à la structure métallique formant le pack, celle-ci ne change pas, quel que soit la capacité du pack ;
- les systèmes électriques correspondent aux contrôleurs électroniques et chargeurs embarqués fixés sur la batterie et situés sous la banquette arrière de la voiture ;
- l'assemblage correspond aux grilles conductrices permettant de relier les cellules, aux tubes de refroidissement liquide et à la résine antifeu fixant le tout.

La batterie de la Tesla Model 3 Propulsion est garantie par le constructeur américain 8 ans ou 180 000 km. Pour les versions Performance ou Grande autonomie, la garantie est de 8 ans ou 192 000 km.
Les batteries de la Tesla Model 3 comme celle de toutes les Tesla se font améliorer à distance via les mises à jour logiciel "Over the Air". Ainsi, au cours de la vie de votre Model 3, la capacité de stockage de batterie et donc l'autonomie sera améliorée tout comme la puissance de recharge acceptée par le véhicule.
A noter que les batteries Tesla produite à partir de 2021 ont été conçues pour tenir 1,6 million de kilomètres sans dégradation.

### Batterie produite à la Giga Nevada
Les batteries de la Tesla Model 3 produite à Fremont sont composées de milliers de cellules lithium-ion NCA de type 2170 produites à la Giga Nevada par Panasonic. Le pack batterie de la Model 3 se trouve comme sur la Model S dans le plancher, cependant à la différence de celui de la Model S celui-ci n'a pas été conçu pour permettre un échange automatisé.
Chaque cellule a une tension nominale de 3,6 V et pèse environ 69 g, cependant la composition du pack batterie de la Model 3 diffère selon la capacité. La garantie de la batterie est de huit ans ou 160 000 km pour la batterie Standard et huit ans ou 192 000 km pour la Grande batterie.
À la fin de l'année 2020, Panasonic opère une mise à jour de ses lignes de production à la Giga Nevada. Cela va permettre la production d'une nouvelle version des cellules 2170, elle aura une capacité augmentée de 5 % et de meilleures performances de charge. Ainsi durant cette période certaines lignes sont à l'arrêt, d'autres produisent encore les anciennes cellules et certaines produisent déjà les nouvelles cellules. Des packs batteries ont donc été importés de la Giga Shanghai pour compenser la baisse de production. Les Grande Batterie de la Giga Nevada ont été bridées logiciellement pour que leur capacité corresponde à celle des Grande Batterie de la Giga Shanghai.
En avril 2021, Panasonic a terminé la mise à jour de ses lignes, Tesla utilise la nouvelle Grande Batterie sur toutes les Model 3 Grande Autonomie produites à Fremont.
Le tableau ci-dessous présente les packs de batterie ayant été ou étant encore en production.
|                                    | Modèles en production | Modèles en production | | Modèles abandonnées | Modèles abandonnées | Modèles abandonnées |
| Batterie Standard                  | Grande Batterie | Batterie Standard (jusque début 2021) | Batterie Moyenne (jusque mai 2019) | Grande Batterie (jusque début 2021) | |                     |
| Capacité utilisable (avec réserve) | 66 kWh | 82 kWh | 52,5 kWh | 62,6 kWh | 77,8 kWh |                     |
| Capacité utilisable (0 à 100 %)    | 64 kWh | 80 kWh | 50,2 kWh | 59,9 kWh | 74,5 kWh |                     |
| Composition du pack batterie       | 4 modules branchés en série,les 4 modules contiennent chacun 24 blocs branchés en série,chaque bloc contient 31 cellules branchées en parallèle | 4 modules branchés en série,2 modules contiennent 23 blocs branchés en série,2 modules contiennent 25 blocs branchés en série,chaque bloc contient 46 cellules branchées en parallèle | 4 modules branchés en série,les 4 modules contiennent chacun 24 blocs branchés en série,chaque bloc contient 31 cellules branchées en parallèle | 4 modules branchés en série,2 modules contiennent 23 blocs branchés en série,2 modules contiennent 25 blocs branchés en série,chaque bloc contient 37 cellules branchées en parallèle | 4 modules branchés en série,2 modules contiennent 23 blocs branchés en série,2 modules contiennent 25 blocs branchés en série,chaque bloc contient 46 cellules branchées en parallèle |                     |
| Tension de fonctionnement          | Chaque cellule a une tension nominale de 3,6 V, soit par batterie 4 × 24 × 3,6 = 346 V                                                          | Chaque cellule a une tension nominale de 3,6 V, soit par batterie ((2 × 23) + (2 × 25)) × 3,6 = 346 V                                                                                 | Chaque cellule a une tension nominale de 3,6 V, soit par batterie 4 × 24 × 3,6 = 346 V                                                          | Chaque cellule a une tension nominale de 3,6 V, soit par batterie ((2 × 23) + (2 × 25)) × 3,6 = 346 V                                                                                 | Chaque cellule a une tension nominale de 3,6 V, soit par batterie ((2 × 23) + (2 × 25)) × 3,6 = 346 V                                                                                 |                     |
| Nombre total de cellules           | 2 976 | 4 416 | 2 976 | 3 552 | 4 416 |                     |
| Masse indicative                   | Cellules : 205 kgAssemblage : 35 kgSystèmes électriques : 50 kgArmature : 55 kgTotal : 345 kg                                                   | Cellules : 305 kgAssemblage : 45 kgSystèmes électriques : 50 kgArmature : 55 kgTotal : 455 kg                                                                                         | Cellules : 205 kgAssemblage : 46 kgSystèmes électriques : 56 kgArmature : 61 kgTotal : 368 kg                                                   | Cellules : 245 kgAssemblage : 62 kgSystèmes électriques : 56 kgArmature : 61 kgTotal : 424 kg                                                                                         | Cellules : 305 kgAssemblage : 56 kgSystèmes électriques : 56 kgArmature : 61 kgTotal : 478 kg                                                                                         |                     |
| Caractéristique de Supercharge     | De 0 à 100 %, la tension passe de 350 à 400 V, l'intensité passe de 500 à 20 A, Max : 170 kW                                                    | De 0 à 100 %, la tension passe de 350 à 400 V, l'intensité passe de 700 à 30 A, Max : 250 kW                                                                                          | De 0 à 100 %, la tension passe de 350 à 400 V, l'intensité passe de 500 à 20 A, Max : 170 kW                                                    | De 0 à 100 %, la tension passe de 350 à 400 V, l'intensité passe de 570 à 25 A, Max : 200 kW                                                                                          | De 0 à 100 %, la tension passe de 350 à 400 V, l'intensité passe de 700 à 30 A, Max : 250 kW                                                                                          |                     |

Différentes versions de la batterie Standard, bridées électroniquement, ont été proposées par Tesla.
On peut constater que la batterie Moyenne est en réalité une Grande batterie où des emplacements pour cellules ont été remplis de résine antifeu. Cela explique que le poids de l'assemblage est légèrement supérieur. Cette méthode a également été utilisée très peu de temps pour fabriquer la batterie Standard. Elle a permis à Tesla une mise en production rapide des deux packs, puisque ne nécessitant pas de changements sur les lignes de production. Cependant, elle n'est pas efficace à long terme puisqu'elle utilise des matières premières non nécessaire et contribue à alourdir le pack de batterie.
Les modules de la batterie Standard possèdent aujourd'hui leur propre design. Ils sont tous identiques et sont placés vers l'arrière de la voiture. L'espace restant dans l'armature du pack est comblé par une mousse antifeu.

### Batterie produite à la Giga Shanghai
Les batteries de la Tesla Model 3 produite à Shanghai sont composées de deux types de cellules lithium-ion.
Dans un premier temps, Tesla a utilisé des cellules NMC de type 2170 produites dans une usine chinoise par LG Chem.
Depuis octobre 2020, Tesla utilise pour les versions Standard Plus de la Model 3 des cellules LFP de type prismatique produites dans une usine chinoise par CATL.
|                                    | Modèles en production                                                                                 | Modèles en production | | Modèle abandonné |
| Batterie Standard                  | Grande Batterie                                                                                       | Batterie Standard (jusqu'en octobre 2020) | |                  |
| Capacité utilisable (avec réserve) | 66 kWh                                                                                                | 82 kWh | 50,4 kWh |                  |
| Capacité utilisable (0 à 100 %)    | 64 kWh                                                                                                | 80 kWh | 48,3 kWh |                  |
| Composition du pack batterie       | 4 modules branchés en série,2 modules contiennent 25 cellules,2 modules contiennent 28 cellules       | 4 modules branchés en série,2 modules contiennent 23 blocs branchés en série,2 modules contiennent 25 blocs branchés en série,chaque bloc contient 46 cellules branchées en parallèle | 4 modules branchés en série,les 4 modules contiennent chacun 24 blocs branchés en série,chaque bloc contient 31 cellules branchées en parallèle |                  |
| Tension de fonctionnement          | Chaque cellule a une tension nominale de 3,2 V, soit par batterie ((2 × 25) + (2 × 28)) × 3,2 = 340 V | Chaque cellule a une tension nominale de 3,6 V, soit par batterie ((2 × 23) + (2 × 25)) × 3,6 = 346 V                                                                                 | Chaque cellule a une tension nominale de 3,6 V, soit par batterie 4 × 24 × 3,6 = 346 V                                                          |                  |
| Nombre total de cellules           | 106                                                                                                   | 4 416 | 2 976 |                  |
| Masse indicative                   | Cellules : 325 kgAssemblage : 50 kgSystèmes électriques : 50 kgArmature : 55 kgTotal : 480 kg         | Cellules : 305 kgAssemblage : 45 kgSystèmes électriques : 50 kgArmature : 55 kgTotal : 455 kg                                                                                         | Cellules : 205 kgAssemblage : 35 kgSystèmes électriques : 50 kgArmature : 55 kgTotal : 345 kg                                                   |                  |

## Production et ventes
Tesla doit honorer les 500 000 précommandes reçues pour la Model 3. Pour cela, la firme avait établi un calendrier de production très ambitieux pour l'année 2017 qu'elle n'a pu tenir. Alors qu'elle prévoyait d'atteindre une production de 5 000 véhicules par semaine à la fin 2017, cet objectif a été repoussé à la fin de la première moitié de 2018.
Tesla a choisi d'orienter sa production initiale sur les déclinaisons les plus chères et les plus difficiles à produire de la Model 3. Ainsi les premiers véhicules livrés sont obligatoirement configurés avec le gros pack de batterie et l'intérieur premium. Toujours dans cette même optique, Tesla a proposé les options Dual-Motor et Performance à la mi-2018. Toute la production de janvier et février 2019 était destinée à l'Europe et à la Chine où les premières livraisons ont débuté en février. Fin 2018, Tesla avait prévu un modèle « moyenne autonomie » en Amérique du Nord afin d'abaisser le tarif d'entrée de la Model 3. Le modèle « autonomie standard » ne devrait entrer en production qu'à l'été 2019.
En juillet 2018, lors de l'annonce des résultats de production du 2e trimestre 2018, Elon Musk indique que le nombre des réservations est encore de 420 000 malgré les livraisons du trimestre. Les essais routiers de la voiture devraient être possibles dès le mois d'août, Tesla s'attend à voir le nombre de commandes encore augmenter. Durant la dernière semaine de juin, Tesla atteint pour la première fois le seuil des 5 000 véhicules produits par semaine. La firme espère conserver cette cadence au mois de juillet puis atteindre les 6 000 véhicules produits par semaine au mois d'août. En réalité, ce n'est qu'à la fin 2018 que Tesla parvient à maintenir un rythme de 5 000 véhicules produits par semaine de manière stable. En janvier 2019, Tesla annonce vouloir atteindre le seuil des 10 000 véhicules produits par semaine d'ici fin 2019. La répartition de la production devrait être de 7 000 véhicules par semaine dans l'usine de Fremont et 3 000 véhicules par semaine dans la Gigafactory de Shanghai.
Tesla a débuté les livraisons de la Model 3 en Europe le 8 février 2019 et en Chine le 12 février ; les clients ne peuvent commander que les versions Performance et Grande Autonomie à transmission intégrale ; la version d’entrée de gamme sera livrée à partir du second semestre 2019. La Gigafactory de Shanghai produira exclusivement la Model 3 puis la Model Y (250 000 unités annuelles dès 2020, puis 500 000 à plus long terme), les Model S/X de Tesla restant importées des États-Unis.
En mars 2019, la Model 3 se hisse en tête des ventes (tout types de motorisations confondues) en Suisse, en Norvège et aux Pays-Bas.
En mars 2019, Elon Musk déclare que la production de la Model 3 est désormais limitée par la production de cellules de batteries de Panasonic à la Gigafactory 1. D'après lui, il était techniquement impossible de produire plus de Model 3 au premier trimestre 2019 à cause de cette restriction.
En avril 2019, Tesla annonce que la Model 3 avec intérieur standard n'entrera pas en production, elle sera remplacée par une version avec intérieur premium partiel dont certains éléments ont été bridés par le logiciel.
Sur l'année 2019, la Model 3 a été vendue à plus de 150 000 exemplaires aux États-Unis, causant une baisse considérable (jusqu'à 50 %) des ventes des autres constructeurs sur le segment premium.
Au niveau mondial, Tesla a vendu 300 885 Model 3 en 2019 ; les cinq pays où la Model 3 s'est le plus vendue sont les États-Unis : 154 836 ventes, soit trois fois plus que chacun des principaux modèles concurrents (Lexus ES, Mercedes Classe C, BMW Série 3) ; au 2e rang viennent les Pays-Bas : 29 922 ventes, stimulées en fin d'année par la fin annoncée de certaines aides fiscales ; puis la Chine : 29 389 ventes, la Norvège : 15 683 ventes et le Canada : 9 900 ventes.
En septembre 2021, la voiture la plus vendue en Europe, toutes motorisations confondues, est la Model 3 avec 24 591 exemplaires.
| Période (trimestres) | Période (trimestres) | Production | Livraisons | En transit | En stock | Cadence approx. de production estimée par semaine |
| -------------------- | -------------------- | ---------- | ---------- | ---------- | -------- | ------------------------------------------------- |
| 2017                 | 3e                   | 260        | 222        | 18         | 20       | Juillet : 15Aout : 20Septembre : 25               |
| 2017                 | 4e                   | 2 425      | 1 542      | 860        | 61       | Octobre : 50Novembre : 130Décembre : 400          |
| Total 2017           | Total 2017           | 2 685      | 1 764      | 878        | 81       |                                                   |
| 2018                 | 1er                  | 9 766      | 8 182      | 2040       | 465      | Janvier : 525Février : 550Mars : 1 225            |
| 2018                 | 2e                   | 28 578     | 18 449     | 11 166     | 1 468    | Avril : 1 225Mai : 1 750Juin : 3 750              |
| 2018                 | 3e                   | 53 239     | 56 065     | 8 048      | 1 760    | Juillet : 3 750Aout : 4 250Septembre : 4 250      |
| 2018                 | 4e                   | 61 394     | 63 359     | 1 010      | 6 833    | Octobre : 4 650Novembre : 4 650Décembre : 4 900   |
| Total 2018           | Total 2018           | 152 977    | 146 055    | 9 058      | 8 593    |                                                   |
| 2019                 | 1er                  | 62 975     | 50 928     | ~ 20 000   | ~ 20 000 | Janvier : 4 800Février : 4 850Mars : 4 900        |
| 2019                 | 2e                   | 72 531     | 77 634     | ~ 15 000   | ~ 15 000 | Avril : 5 300Mai : 5 600Juin : 5 800              |
| 2019                 | 3e                   | 79 837     | 79 703     | ~ 15 000   | ~ 15 000 | Juillet : 6 000Aout : 6 150Septembre : 6 300      |
| 2019                 | 4e                   | 86 958     | 92 620     | ~ 9 000    | ~ 9 000  | Octobre : 6 500Novembre : 6 700Décembre : 6 800   |
| Total 2019           | Total 2019           | 302 301    | 300 885    | ~ 59 000   | ~ 59 000 |                                                   |
| 2020                 | 1er                  | 87 282     | 76 200     |            |          |                                                   |
| 2020                 | 2e                   | 75 946     | 80 050     |            |          |                                                   |
| 2020                 | 3e                   | 128 044    | 124 100    |            |          |                                                   |
| 2020                 | 4e                   | 163 660    | 161 650    |            |          |                                                   |
| Total 2020           | Total 2020           | 454 932    | 442 511    |            |          |                                                   |
| 2021                 | 1er                  | 180 338    | 182 780    |            |          |                                                   |
| 2021                 | 2e                   | 204 081    | 199 360    |            |          |                                                   |
| 2021                 | 3e                   | 225 882    | 232 025    |            |          |                                                   |
| 2021                 | 4e                   | 292 731    | 296 850    |            |          |                                                   |
| Total 2021           | Total 2021           | 906 032    | 911 208    |            |          |                                                   |
| 2022                 | 1er                  | 291 189    | 295 324    |            |          |                                                   |
| 2022                 | 2e                   | 242 169    | 238 533    |            |          |                                                   |
| 2022                 | 3e                   | 345 988    | 325 158    |            |          |                                                   |
| 2022                 | 4e                   |            |            |            |          |                                                   |
| Total 2022           | Total 2022           | 879 346    | 859 015    |            |          |                                                   |
| Total                | Total                | 2 698 273  | 2 661 438  |            |          |                                                   |

## Sécurité
Pour ce qui est de la sécurité, la Tesla Model 3 a obtenu les meilleures notes dans toutes les catégories. Elle obtient cinq étoiles au Test Euro NCAP de 2019.

## Design

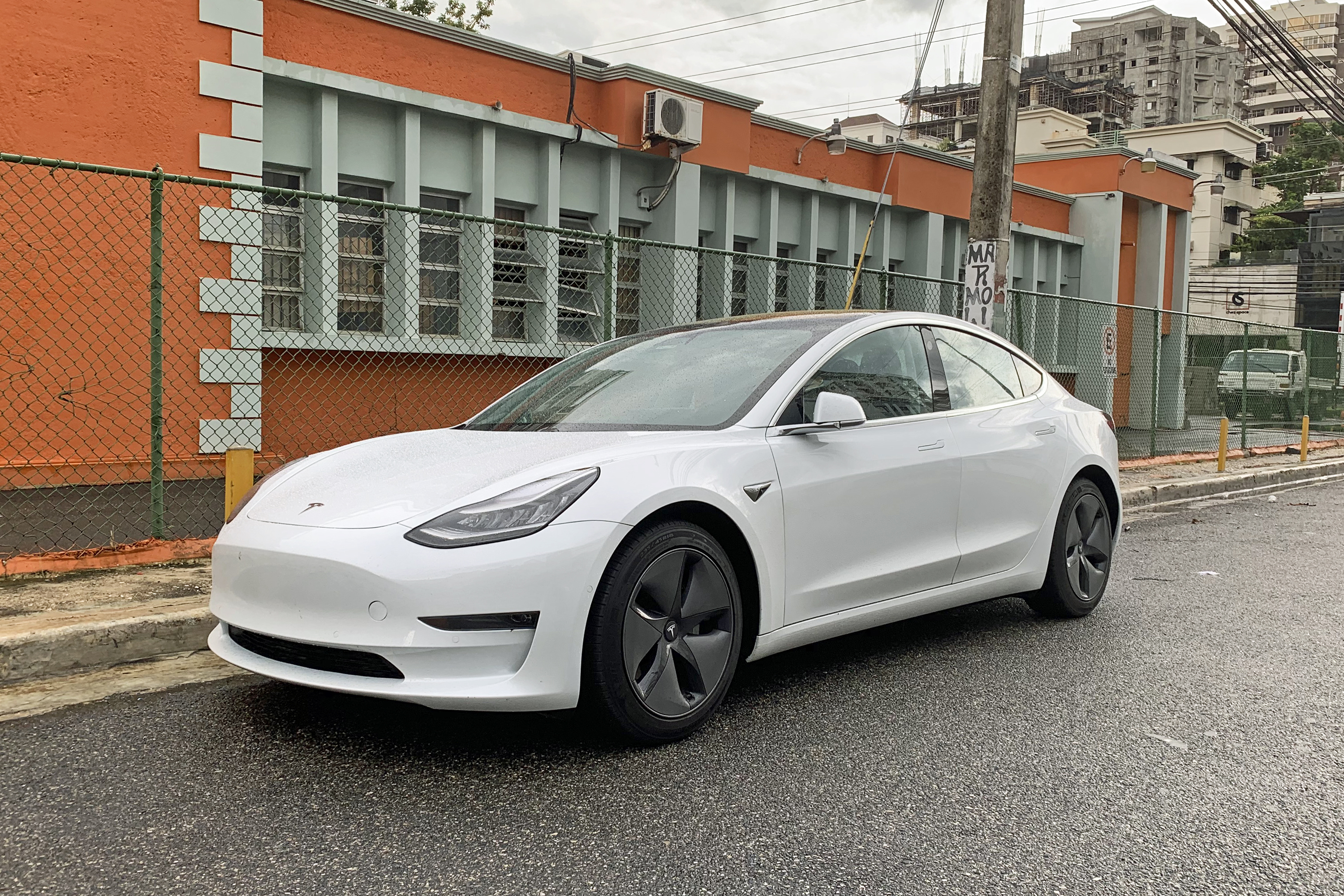
Tesla Model 3 en 2020.

Le design de la Model 3 est l’œuvre du travail continu de Franz von Holzhausen, chargé du design chez Tesla Inc. depuis 2008.
Il s'affirme à la fois comme une évolution naturelle des codes esthétiques de la marque depuis ses débuts ainsi qu'une certaine révolution avec notamment la disparition d'une calandre au profit de surfaces de carrosseries complètement lisses. Ce choix assumé s'explique par le fait que les véhicules électriques ne requièrent pas, comme leurs homologues thermiques, d'ouverture frontale pour le refroidissement du ou des moteurs. L'absence de grille profite par ailleurs à l'aérodynamisme que les véhicules électriques soignent pour améliorer leur frugalité d'énergie et ainsi améliorer leur autonomie. En résulte une signature esthétique plus forte qui renforce l'identité de la marque, en dépit de codes esthétiques traditionnels que Tesla choisi de bouleverser pour des raisons aussi bien rationnelles qu'anticonformistes. Ce choix stylistique concourt à renforcer l'image d'entreprise innovante.
Si la ligne générale affirme une filiation évidente avec les modèles S et X, avec une prestance générale premium, dynamique sans excès de folie, elle se veut pourtant singulière en cela que les proportions et les surfaces de carrosserie ne sont pas un simple copié-collé de ceux-ci. Le capot est très bas et court mais conserve toutefois un équilibre avec le reste du véhicule dont la carrosserie tricorps s'apparente, en raison de la recherche d'habitabilité maximum et de dynamisme, à un coupé 4-portes.
Dans l'habitacle, le design est dirigé par un cahier des charges concentré sur la recherche d'espace. Le plancher absolument plat, les surfaces vitrées très vastes avec un toit en verre panoramique, la console centrale dominée par un écran tactile regroupant la quasi-totalité des informations et des réglages du véhicule, tout contribue à optimiser l'espace disponible à l'intérieur ou en accentue l'impression.

## Compétition automobile
Pour la discipline monoplace ERA, qui fait ses débuts en 2023, l'équipe Brink Motorsport s'équipe de Model 3. Cela permet à Tesla de faire ses débuts en compétition automobile.

## Positionnement

Tesla Model 3 dans un lieu d'implantation de Superchargeurs.

Considérant ses performances, la Model 3 se positionne en concurrente directe de la BMW Série 3, l'Audi A4 ou la Mercedes-Benz Classe C,,.
Comparée à la Model S, les dimensions de la Model 3 sont réduites d'environ 20 %, exprimées en surface au sol : avec 28 cm de moins en longueur et 10 cm de moins en largeur, la surface occupée par la Model 3 est 79,7 % de la surface de la Model S.
Comme pour les Model S et Model X, la Model 3 permet un accès au réseau de Superchargeurs.

## Piratage du système de la Model 3
Dans le cadre d'un concours organisé par Pwn2Own à Vancouver (édition 2019), deux hackers (Richard Zhu et Amat Cam) réussissent à pirater le système de la Tesla Model 3. Tesla s'est initialement engagé à donner en cadeau une Model 3 à celui ou celle qui réussirait à trouver une faille. Dans le cadre de ce concours, les deux jeunes ingénieurs en informatique remportent une Model 3 d'une valeur de 44 000 $ ainsi qu'une somme de 35 000 $.